# Habitatge al carrer Juli Garreta, 7 (Girona)
L'Habitatge al carrer Juli Garreta, 7 és una obra de Girona inclosa a l'Inventari del Patrimoni Arquitectònic de Catalunya.

## Descripció
És un edifici de planta rectangular de planta baixa i dos pisos, teulat a dues aigües i carener paral·lel a façana. De composició simètrica respecte el cos central, amb galeria d'esgrafiats i vidrieres al primer pis, amb balcons laterals de baranes balustrades. Al segon pis hi ha un balcó unificat diferenciat en el punt mig. La façana es clou amb un ràfec de força volada, de mènsules allargades i decorat amb esgrafiats de garlandes. Les obertures són d'arc peraltat, amb motiu floral al damunt. Tot el pany de paret és esgrafiat formant pedres encintades. A planta baixa són tres arcs peraltats, amb claus centrals. La planta baixa és encoixinada i amb sòcol de pedra de Girona.